# アルタ・ヴァッレ・インテルヴィ
アルタ・ヴァッレ・インテルヴィ（イタリア語: Alta Valle Intelvi）は、イタリア共和国ロンバルディア州コモ県にある、人口約3,000人の基礎自治体（コムーネ）。
2017年1月1日にランツォ・ディンテルヴィ、ペッリオ・インテルヴィ、ランポーニオ・ヴェルナが合併して新自治体が発足した。

## 地理

### 位置・広がり

#### 隣接コムーネ
隣接するコムーネは以下の通り。括弧内のCH-TIはスイスティチーノ州所属を示す。
- Arogno (CH-TI)
- チェントロ・ヴァッレ・インテルヴィ
- クライーノ・コノステノ
- ライーノ
- Lugano (CH-TI)
- Rovio (CH-TI)
- ヴァルソルダ

### 地震分類
イタリアの地震リスク階級 (it) では、4 に分類される
。

## 行政

### 分離集落
アルタ・ヴァッレ・インテルヴィには、以下の分離集落（フラツィオーネ）がある。
- Pellio Intelvi, Ramponio, Scaria, Verna